# Verdediging van Iwardo
De verdediging van Iwardo was een militair gevecht tussen de Ottomaanse autoriteiten en Aramese verdedigers onder leiding van Gallo Shabo in 1915, tijdens de Aramese Genocide.

## Achtergrond
Iwardo, een overwegend Syrisch-orthodox dorp, lag ongeveer tien kilometer ten oosten van Midyat. Toen berichten over massamoorden op christenen de regio bereikten, riep Massoud, de leider van de lokale Aramese gemeenschap, de mannen van het dorp op om zich te verdedigen. Naarmate de situatie verslechterde, zochten christenen uit nabijgelegen dorpen zoals Midyat, Boté, Gerçüş, Zaz en Habsenas hun toevlucht in Iwardo. In totaal verenigden ongeveer 6.000 christenen zich om het dorp te verdedigen.

## Het beleg
De Ottomaanse autoriteiten organiseerden een aanval op het dorp. De kaïmakam van Midyat verzamelde leiders van omliggende Koerdische stammen en stelde voor om hun strijdkrachten in twee groepen te verdelen: een aanval op het dorp Enhil en een aanval op Iwardo. Aziz Agha, een Koerdische leider, adviseerde echter om eerst Iwardo aan te vallen. De kaïmakam stemde hiermee in en verzamelde een strijdmacht van 13.000 Koerdische strijders uit de regio’s Midyat en Mardin. De aanvallers kregen wapens en soldij en marcheerden vervolgens naar het dorp.  
Tijdens de belegering vuurden de belegeraars constant op het dorp vanaf een nabijgelegen heuvel. Toen ze zonder munitie kwamen te zitten, vroegen ze om bevoorrading uit Diyarbakir en Mardin. Ottomaanse functionarissen stuurden versterkingen, waaronder artillerie. In de gevechten kwamen 200 belegeraars en 300 dorpsbewoners om het leven.  
De dorpelingen, onder leiding van Massoud, smolten metalen voorwerpen om tot kogels en zetten hun verdediging voort. De kaïmakam probeerde te onderhandelen via een Koerdische bemiddelaar, Sheikh Dara, die de dorpelingen beloofde te sparen als ze hun wapens neerlegden. De verdedigers weigerden echter en bleven vechten.  
Naarmate het beleg voortduurde, raakten de dorpsbewoners door hun voedsel- en munitievoorraden heen. De lichamen van de gesneuvelden begonnen te ontbinden, en de situatie werd onhoudbaar.  

## Overgave en nasleep
Na 52 dagen boden de belegeraars een vredesregeling aan en de dorpelingen kozen Sheikh Fathallah van Aïn Kaf als onderhandelaar. De Ottomaanse autoriteiten beloofden dat de Koerdische strijders zich zouden terugtrekken en de dorpelingen veilig zouden blijven.  
Hoewel de belegering officieel eindigde, werden veel christelijke inwoners alsnog vermoord door de Koerdische strijders. De Syrisch-katholieke priester Boutros Hammal overleefde het beleg, maar werd later onderweg van Midyat naar Iwardo vermoord.  
De belegering van Iwardo wordt soms vergeleken met de belegering van Musa Dagh, waar Armeense christenen zich eveneens wekenlang tegen Ottomaanse troepen verzetten.